# Victor Banerjee
Pour les articles homonymes, voir Banerjee.
Victor Banerjee (Hindi : ভিক্টর বন্দ্যোপাধ্যায় - Bengali : ভিক্টর ব্যানার্জী), né le 15 octobre 1946 à Calcutta (Inde), est un acteur et réalisateur indien d'ascendance bengali.

## Biographie
Au cinéma, Victor Banerjee débute en 1970 et apparaît à ce jour dans une quarantaine de films, majoritairement indiens, plus quelques films britanniques ou coproductions. Un de ses rôles les plus connus est celui du docteur Aziz H. Ahmed dans La Route des Indes (1984), film américano-britannique de David Lean, aux côtés de Judy Davis, Peggy Ashcroft et James Fox. Ce rôle lui vaut en 1986 une nomination au British Academy Film Award du meilleur acteur.
Parmi ses films indiens, deux sont réalisés par Satyajit Ray, dont Les Joueurs d'échecs en 1977, où il interprète le premier ministre. En outre, il est lui-même réalisateur de deux films, sortis en 1982 et 1988.
À la télévision, à ce jour, Victor Banerjee contribue à quatre téléfilms (le premier en 1978, de James Ivory ; le dernier en 2006) et deux séries (en 1992 et 2008).

## Filmographie partielle
Comme acteur, sauf mention contraire ou complémentaire

### Au cinéma
- 1977 : Les Joueurs d'échecs (Shatranj Ke Khilari - शतरंज के खिलाड़ी) de Satyajit Ray
- 1981 : Kalyug (कलयुग) de Shyam Benegal
- 1982 : An August Requiem (titre original) (réalisateur)
- 1982 : Arohan (आरोहण) de Shyam Benegal
- 1984 : La Route des Indes (A Passage to India) de David Lean
- 1984 : La Maison et le Monde (Ghare Baire - घरे बाइरे) de Satyajit Ray
- 1986 : Le Sorcier de ces dames (Foreign Body) de Ronald Neame
- 1988 : Agun (+ réalisateur)
- 1992 : Lunes de fiel (Bitter Moon) de Roman Polanski
- 1992 : Mahaprithivi (महापृथ्वी) de Mrinal Sen
- 2003 : Bhoot (भूत) de Ram Gopal Varma
- 2005 : My Brother… Nikhil d'Onir
- 2007 : Ta Ra Rum Pum (ता रा रम पम) de Siddharth Anand
- 2008 : Tahaan (तहान) de Santosh Sivan
- 2008 : Sarkar Raj (सरकार राज) de Ram Gopal Varma
- 2014 : Unfreedom : Fareed Rahmani

### À la télévision (téléfilms)
- 1978 : Hullabaloo over Georgie and Bonnie's Pictures de James Ivory
- 1981 : Pikoo (Piku - পিকু) de Satyajit Ray (court métrage)
- 1988 : Dernier Voyage en Malaisie (Dadah is Death) de Jerry London

## Nomination
- 1986 : Nomination au British Academy Film Award du meilleur acteur dans un rôle principal, pour La Route des Indes.

## Note et référence
1. ↑  D'après l'article consacré à l'acteur sur la Wikipedia anglophone. Selon l'IMDB (lien externe), Victor Banerjee débute au cinéma en 1977, dans Les Joueurs d'échecs de Satyajit Ray.